# Amaro Dauder i Guardiola
Amaro Dauder i Guardiola   (Badalona, 2 de maig de 1931 - Arenys de Munt, 25 de juny de 2003) fou un futbolista català de les dècades de 1950 i 1960.

## Trajectòria
Començà jugant d'extrem però acabà a la posició de defensa lateral. S'inicià a diversos equips de la seva ciutat natal, com l'FC Artiguenc. Més tard passà al FC Martinenc, FC Calella i CE Mataró. Del Maresme marxà al CE Sabadell, on romangué fins a 1957. Aquest any fou incorporat pel RCD Espanyol. Quan arribà al club es trobà amb defenses veterans com Cata, Josep Parra o Agustí Faura, per la qual cosa li costà assolir la titularitat. A partir de la tercera temporada, amb Argilés i Bartolí, formà una brillant línia defensiva. Després de cinc temporades al club fitxà pel Reial Múrcia CF, on es retirà. Fou dos cops internacional amb la selecció d'Espanya B l'any 1960.
Fou president de l'Agrupació de Veterans de l'Espanyol. Era germà del també futbolista Vicenç Dauder i Guardiola.